# Дмитрівська сільська рада (Первомайський район)
Дми́трівська сільська́ ра́да — адміністративно-територіальна одиниця та орган місцевого самоврядування в Первомайському районі Харківської області. Адміністративний центр — село Дмитрівка.

## Загальні відомості
Дмитрівська сільська рада утворена в 1917 році.
- Територія ради: 41,38 км²
- Населення ради: 560 осіб (станом на 2001 рік)
- Територією ради протікає річка Оріль.

## Населені пункти
Сільській раді підпорядковані населені пункти:
- с. Дмитрівка
- с. Мар'ївка

## Склад ради
Рада складається з 12 депутатів та голови.
- Голова ради: Погоріла Людмила Олегівна

### Керівний склад попередніх скликань
| Прізвище, ім'я, по батькові | Основні відомості                                                         | Дата обрання | Дата звільнення |
| --------------------------- | ------------------------------------------------------------------------- | ------------ | --------------- |
| Погоріла Людмила Олегівна   | Сільський голова, 1966 року народження, освіта вища, член Партії регіонів | 26.03.2006   | 31.10.2010      |
| Погоріла Людмила Олегівна   | Сільський голова, 1966 року народження, освіта вища, член Партії регіонів | 31.10.2010   |                 |

Примітка: таблиця складена за даними сайту Верховної Ради України

### Депутати
За результатами місцевих виборів 2010 року депутатами ради стали:

#### За суб'єктами висування
| Суб'єкт висування            | Кількість обраних депутатів | %    |
| ---------------------------- | --------------------------- | ---- |
| Партія регіонів              | 9                           | 75   |
| Самовисування                | 2                           | 16,7 |
| Соціалістична партія України | 1                           | 8,3  |

#### За округами
| № округу                     | Прізвище, ім'я, по батькові    | Дата визнання обраним | Освіта  | Партійна приналежність                | Відомості про обраного депутата                    |
| ---------------------------- | ------------------------------ | --------------------- | ------- | ------------------------------------- | -------------------------------------------------- |
| Партія регіонів              |                                |                       |         |                                       |                                                    |
| 1                            | Випирайло Надія Іванівна       | 02.11.2010            | середня | член Партії регіонів                  | тимчасово не працює                                |
| 2                            | Кушнір Микола Іванович         | 02.11.2010            | середня | член Партії регіонів                  | тимчасово не працює                                |
| 3                            | Лобач Любов Михайлівна         | 02.11.2010            | середня | член Партії регіонів                  | ТОВ «Терра», пакувальник                           |
| 4                            | Приходько Олена Василівна      | 02.11.2010            | середня | член Партії регіонів                  | Дмитрівська сільська рада, завідувачка бібліотекою |
| 5                            | Глущенко Віта Анатоліївна      | 02.11.2010            | середня | член Партії регіонів                  | тимчасово не працює                                |
| 7                            | Гаврилов Володимир Олексійович | 02.11.2010            | середня | член Партії регіонів                  | пенсіонер                                          |
| 8                            | Шаповал Катерина Григорівна    | 02.11.2010            | середня | член Партії регіонів                  | пенсіонер                                          |
| 9                            | Різник Валентина Іванівна      | 02.11.2010            | середня | член Партії регіонів                  | тимчасово не працює                                |
| 12                           | Різник Віоріка Василівна       | 02.11.2010            | середня | член Партії регіонів                  | ТОВ «Івала», кухар                                 |
| Соціалістична партія України |                                |                       |         |                                       |                                                    |
| 11                           | Випирайло Зінаїда Іванівна     | 02.11.2010            | вища    | позапартійна                          | пенсіонер                                          |
| Самовисування                |                                |                       |         |                                       |                                                    |
| 6                            | Назаренко Ліля Анатоліївна     | 02.11.2010            | середня | член Політичної партії «Наша Україна» | тимчасово не працює                                |
| 10                           | Коструба Василь Олексійович    | 02.11.2010            | середня | позапартійний                         | пенсіонер                                          |